# Jiří I. Rákóczi
Jiří I. Rákóczi (maďarsky Rákóczi György, 8. června 1593, Szerencs – 11. října 1648, Alba Iulia) byl sedmihradský kníže a vůdce uherské opozice.

## Životopis
Byl synem Zikmunda I. Rákócziho. Jeho manželkou byla Zuzana Lórántffy (1600–1660), která byla dcerou potockého magnáta Michala Lórántffy ze Serke. Jiřího mladší bratr Zikmund II. Rákóczi si vzal Zuzaninu sestru Marii. Úmrtím mladších manželů připadl celý potocký statek Sárospatak Jiřímu a Zuzaně, kteří si zde vybudovali proslulé letní sídlo a zároveň pečovali o rozkvět reformované školy jako protiváhy školám jezuitským. Kníže sám byl protestant a snažil se organizovat domácí reformovanou církev podle anglikánského vzoru. Společně měli syna Jiřiho II. Rákócziho.

## Sedmihradský kníže
V době povstání Gabriela Betlena získal titul hlavního hornouherského kapitána a později se stal velitelem jednoho z Bethlenových sborů. Po smrti Gabriela Bethlena se vlády v Sedmihradsku ujala jeho manželka Kateřina Brandenburská a jeho mladší bratr Štěpán Bethlen. Mezi Jiřím I. Rakóczim a protistranou došlo k bojům o moc. Jiří I. Rákoczi si najal vojsko a získal podporu Turků, a tak ho sněm 26. listopadu 1630 zasedající v Segešváru zvolil za sedmihradského knížete. V roce 1632 potlačil povstání rolníků, kteří z jeho popudu povstali proti uherskému palatinovi Mikuláši Esterházymu, který byl přívržencem císaře Ferdinanda II. Štýrského. V roce 1636 potlačil vzpouru Štěpána Bethlena a sedmihradských stavů. Byl nejbohatším protestantským šlechticem celých Uher. Měl dost finančních prostředků, které mu umožňovaly vydržovat si větší vojsko. Jiří I. se velkou měrou podílel na budování sedmihradského a uherského dělostřelectva. Tuto vojenskou sílu hodlal využít v boji proti císaři Ferdinandovi III. Habsburskému. Jiří I. vystupoval jako ochránce uherských protestantů v době třicetileté války. Vedl tajná jednání s Francií a Švédskem, na nichž naznačil, že by byl ochoten vytáhnout do války proti Habsburkům za sumu 150 000 tolarů ročně. Když roku 1645 vpadla švédská vojska do Čech a na Moravu a v ohrožení byla i Vídeň, vytáhlo Rákócziho vojsko proti císařským jednotkám a připojilo se ke švédské armádě obléhající Brno. Současně jednal Jiří I. Rákoczi s císařem o míru. Ferdinand III. byl ochoten k ústupkům. Uzavřením míru s císařem bylo dosaženo územních ústupků především v Tokaji a náboženskou toleranci v Uhrách. Podpisem míru dne 16. prosince 1645 v Linci dosáhl uznání dědičné držby sedmi uherských komitátů a náboženské svobody v Uhrách. Zemřel v roce 1648. 